# 射影多様体

楕円曲線は種数 1 の滑らかな射影曲線である。

代数幾何学において、代数閉体 k 上の射影多様体（しゃえいたようたい、英: projective variety）とは、k 上の（n 次元）射影空間 Pn の部分集合であって、素イデアルを生成する k 係数 n + 1 変数斉次多項式の有限族の零点集合として書けるものをいう。そのようなイデアルは多様体の定義イデアルと呼ばれる。あるいは同じことだが、代数多様体が射影的であるとは、Pn のザリスキ閉部分多様体として埋め込めるときにいう。
1次元の射影多様体は射影曲線と呼ばれ、2次元だと射影曲面、余次元 1 だと射影超曲面と呼ばれる。射影超曲面は単独の斉次式の零点集合である。
射影多様体 X が斉次素イデアル I によって定義されているとき、商環
{\displaystyle k[x_{0},\ldots ,x_{n}]/I}
は X の斉次座標環と呼ばれる。次数や次元のような基本的な不変量は、この次数環のヒルベルト多項式から読み取ることができる。
射影多様体は多くの方法で生じる。それらは完備であり、荒っぽく言えば「抜けている」点がない。逆は一般には正しくないが、チャウの補題はこの2つの概念の近い関係を記述する。多様体が射影的であることは直線束や因子を調べることによって示される。
射影多様体の顕著な性質の1つは、層コホモロジーの有限性である。滑らかな射影多様体に対して、セール双対性はポワンカレ双対性の類似と見なせる。それはまた射影曲線、すなわち次元 1 の射影多様体に対するリーマン・ロッホの定理を導く。射影曲線の理論は特に豊かで、曲線の種数による分類を含む。高次元の射影多様体の分類問題は自然に射影多様体のモジュライの構成を導く。ヒルベルトスキームは所定のヒルベルト多項式をもつ Pn の閉部分スキームをパラメトライズする。ヒルベルトスキームは、グラスマン多様体は特別な場合であるが、それ自身射影スキームでもある。幾何学的不変式論は別のアプローチを提供する。古典的なアプローチはタイヒミュラー空間や周多様体を含む。
古典にさかのぼる特に豊かな理論が、複素射影多様体、すなわち X を定義する多項式が複素係数を持つ場合にある。大まかには、GAGA の原理により、射影複素解析空間（あるいは多様体）の幾何学は射影複素多様体の幾何学と等しい。例えば、X 上の正則ベクトル束（より一般に連接解析的層）の理論は、代数的ベクトル束の理論と一致する。Chow の定理により、射影空間の部分集合が正則関数の族の零点集合であることと斉次多項式の零点集合であることは同値である。複素射影多様体に対する解析的な手法と代数的な手法の組合せはホッジ理論のような分野に通じる。

## 多様体と概型の構造

### 多様体の構造
k を代数閉体とする。射影多様体の定義の基本は射影空間 Pn であり、これは異なるが同値な方法で定義できる：
- kn + 1 において原点を通るすべての直線（すなわち1次元部分ベクトル空間）の集合
- 組 {\displaystyle (x_{0},\dots ,x_{n})\in k^{n+1}} を同値関係：任意の {\displaystyle \lambda \in k\backslash \{0\}} に対して

{\displaystyle (x_{0},\dots ,x_{n})\sim \lambda (x_{0},\dots ,x_{n})}
で割った集合。そのような組の同値類は
{\displaystyle [x_{0}:\dots :x_{n}]}
と書かれ、斉次座標と呼ばれる。
射影多様体は、定義により、Pn のザリスキ位相で閉な部分多様体である。一般に、ザリスキ位相での閉部分集合は、多項式関数の零点集合として定義される。多項式 {\displaystyle f\in k[x_{0},\dots ,x_{n}]} が与えられたとき、条件
{\displaystyle f([x_{0}:\dots :x_{n}])=0}
は任意の多項式に対しては意味をなさず、f は斉次、すなわちすべての単項式（和が f）の全次数が同じでなければならない。この場合、
{\displaystyle f(\lambda x_{0},\dots ,\lambda x_{n})=\lambda ^{\deg f}f(x_{0},\dots ,x_{n})}
が消えることは {\displaystyle \lambda (\neq 0)} の選択に依らない。
したがって、射影多様体は {\displaystyle k[x_{0},...,x_{n}]} の斉次素イデアル I から
{\displaystyle X=\{[x_{0}:\dots :x_{n}]\in \mathbf {P} ^{n},f([x_{0}:\dots :x_{n}])=0{\text{ for all }}f\in I\}}
として生じる。
さらに、射影多様体 X は代数多様体である、すなわち開アフィン部分多様体によって被覆され、分離公理を満たす。したがって、X の局所的な研究（例えば特異点）はアフィン多様体の研究に帰着される。明示的な構造は以下のようである。射影空間 Pn は標準的な開アフィンチャート
{\displaystyle U_{i}=\{[x_{0}:\dots :x_{n}],x_{i}\neq 0\}}
によって被覆され、これ自身は座標環 {\displaystyle k[y_{1}^{(i)},\dots ,y_{n}^{(i)}],y_{j}^{(i)}=x_{j}/x_{i}} を持つアフィン n 空間である。表記の簡単のため i = 0 とし、上付き添え字 (0) を落とす。すると {\displaystyle X\cap U_{0}} は、すべての f ∈ I に対して
{\displaystyle f(1,y_{1},\dots ,y_{n})}
によって生成される {\displaystyle k[y_{1},\dots ,y_{n}]} のイデアルによって定義される、{\displaystyle U_{0}\simeq \mathbb {A} ^{n}} の閉部分多様体である。したがって、X は n + 1 個の開アフィンチャート {\displaystyle X\cap U_{i}} によって被覆される代数多様体である。
X はアフィン多様体 {\displaystyle X\cap U_{0}} の Pn における閉包であることに注意。逆に、閉（アフィン）多様体 {\displaystyle V\subset U_{0}\simeq \mathbb {A} ^{n}} から始めて、V の Pn における閉包は V の射影完備化と呼ばれる射影多様体である。{\displaystyle I\subset k[y_{1},\dots ,y_{n}]} が V を定義するとき、この閉包の定義イデアルは {\displaystyle k[x_{0},\dots ,x_{n}]} の斉次イデアルですべての f ∈ I に対する
{\displaystyle x_{0}^{\operatorname {deg} (f)}f(x_{1}/x_{0},\dots ,x_{n}/x_{0})}
によって生成されるものである。
例えば、V がアフィン平面において {\displaystyle y^{2}=x^{3}+ax+b} によって与えられるアフィン曲線であれば、射影平面におけるその射影完備化は {\displaystyle y^{2}z=x^{3}+axz^{2}+bz^{3}} によって与えられる。

### 射影スキーム
様々な応用のため、射影多様体よりも一般的な代数幾何学的対象、すなわち射影スキームを考える必要がある。射影スキームへの最初のステップは、射影空間に次のようにスキーム構造を与えることである：代数多様体としての射影空間の上記の記述を洗練する、すなわち、Pn(k) はアフィン n 空間 kn の (n + 1) 個のコピーの合併であるスキームである。より一般に、環 A 上の射影空間はアフィンスキーム
{\displaystyle U_{i}=\operatorname {Spec} A[x_{1}/x_{i},\dots ,x_{n}/x_{i}],\quad 0\leq i\leq n,}
が変数が期待通り協調的になるように貼り合わさったものである。すると、代数閉体 k に対し、{\displaystyle \mathbf {P} _{k}^{n}} の閉点の集合は、普通の意味での射影空間 Pn(k) である。
同値だが簡素な構成は Proj 構成によって与えられ、これはアフィンスキームを定義する環のスペクトル “Spec” の類似である。例えば、A が環のとき、
{\displaystyle \mathbf {P} _{A}^{n}=\operatorname {Proj} A[x_{0},\ldots ,x_{n}]}
である。R が {\displaystyle k[x_{0},\ldots ,x_{n}]} の斉次イデアル I による商であるとき、自然な全射は closed immersion
{\displaystyle \operatorname {Proj} R\to \mathbf {P} _{k}^{n}}
を誘導する。射影多様体と比べて、イデアル I が素イデアルであるという条件が落ちている。これによりはるかに柔軟な概念が得られる：1つには、位相空間 {\displaystyle X=\operatorname {Proj} R} は複数の既約成分を持ち得る。さらに、X 上の冪零関数が存在し得る。
{\displaystyle \mathbf {P} _{k}^{n}} の閉部分スキームは {\displaystyle k[x_{0},\ldots ,x_{n}]} の斉次イデアル I で saturated なもの、すなわち {\displaystyle I:(x_{0},\dots ,x_{n})=I} なものと全単射に対応する。この事実は射影零点定理の洗練版と考えることができる。
上記の座標に依らない類似を与えることができる。すなわち、k 上の有限次元ベクトル空間 V が与えられたとき、
{\displaystyle \mathbf {P} (V)=\operatorname {Proj} k[V]}
とおく、ただし {\displaystyle k[V]=\operatorname {Sym} (V^{*})} は {\displaystyle V^{*}} の対称代数である。それは V の射影化である、すなわち、それは V 内の直線をパラメトライズする。自然な全射 {\displaystyle \pi \colon V-0\to \mathbf {P} (V)} があり、上述のチャートを用いて定義される。この構成の1つの重要な利用は以下のようである（詳細は下を参照）。射影多様体 X 上の因子 D は直線束 L と対応する。
{\displaystyle |D|=\mathbf {P} (\Gamma (X,L))}
とおき、これを D の complete linear system と呼ぶ。
ネータースキーム S 上の射影空間はファイバー積
{\displaystyle \mathbf {P} _{S}^{n}=\mathbf {P} _{\mathbf {Z} }^{n}\times _{\operatorname {Spec} \mathbf {Z} }S}
として定義される。{\displaystyle {\mathcal {O}}(1)} が {\displaystyle \mathbf {P} _{\mathbf {Z} }^{n}} 上のセールの捩り層であるとき、{\displaystyle {\mathcal {O}}(1)} で {\displaystyle {\mathcal {O}}(1)} の {\displaystyle \mathbf {P} _{S}^{n}} への引き戻しを表す。つまり、自然な写像 {\displaystyle g\colon \mathbf {P} _{S}^{n}\to \mathbf {P} _{\mathbf {Z} }^{n}} に対して {\displaystyle {\mathcal {O}}(1)=g^{*}({\mathcal {O}}(1))} である。
スキーム X → S が S 上射影的であるとは、閉埋め込み
{\displaystyle X\to \mathbf {P} _{S}^{n}}
と S への射影の合成として分解するときをいう。

## 完備多様体との関係
定義により、多様体が完備であるとは、k 上固有であるときをいう。The valuative criterion of properness expresses the intuition that in a proper variety, there are no points "missing".
完備多様体と射影多様体の間には密接な関係がある：一方には、射影空間はしたがって任意の射影多様体は完備である。逆は一般には正しくない。しかしながら：
- 滑らかな曲線（英語版） C が射影的であることと完備（英語版）であることは同値である。これは C を k 上の関数体 k(C) の離散付値環の集合たちと同一視することによって証明される。この集合はザリスキー–リーマン空間（英語版）と呼ばれる自然なザリスキー位相を持つ。
- チャウの補題（英語版）は、任意の完備多様体 X に対し、射影多様体 Z と双有理射 Z → X が存在すると述べている[6]。（さらに、正規化（英語版）により、この射影多様体は正規とできる。）

射影多様体のいくつかの性質は完備性から従う。例えば、
{\displaystyle \Gamma (X,{\mathcal {O}}_{X})=k}
が k 上の任意の射影多様体 X に対して成り立つ。この事実はリュービルの定理（連結コンパクト複素多様体上の任意の正則関数は定数である）の代数類似である。実は、複素射影多様体上の複素解析幾何と代数幾何の間には以下に説明されるようにはるかに大きな類似が成り立つ。
準射影多様体は、定義により、射影多様体の開部分多様体である多様体である。この多様体のクラスはアフィン多様体を含む。アフィン多様体はほとんど決して完備（あるいは射影的）ではない。実際、アフィン多様体の射影部分多様体の次元は 0 でなければならない。なぜならば、射影多様体上の大域的に正則な関数は定数のみだからである。

## 例と基本的な不変量
定義により、多項式環の任意の斉次イデアルは射影スキームを生じる（多様体を与えるには素イデアルでなければならない）。この意味で、射影多様体の例はたくさんある。以下のリストは、特に熱烈に研究されてきたために特筆すべき射影多様体の様々なクラスに言及している。複素射影多様体すなわち k = C のときの重要なクラスはさらに下で議論される。
2つの射影空間の積は射影的である。実は、（セグレ埋め込みと呼ばれる）明示的な埋め込みがある：
{\displaystyle \mathbf {P} ^{n}\times \mathbf {P} ^{m}\to \mathbf {P} ^{(n+1)(m+1)-1},(x_{i},y_{j})\mapsto x_{i}y_{j}.}
その結果、射影多様体のファイバー積は再び射影的である。プリュッカー埋め込みはグラスマン多様体を射影多様体として表す。旗多様体、例えば一般線型群 {\displaystyle GL_{n}(k)} を上三角行列のなす部分群で割った商、もまた射影的であり、これは代数群の理論において重要な事実である。

### 斉次座標環とヒルベルト多項式
射影多様体 X を定義する素イデアル P は斉次だから、斉次座標環
{\displaystyle R=k[x_{0},\dots ,x_{n}]/P}
は次数環である、すなわち、その次数成分の直和として書ける：
{\displaystyle R=\bigoplus _{n\in \mathbf {N} }R_{n}.}
ある多項式 P が存在して、{\displaystyle \dim R_{n}=P(n)} が十分大きいすべての n に対して成り立つ。この多項式は X のヒルベルト多項式と呼ばれる。それは X の外在的な幾何をエンコードする数値的不変量である。P の次数は X の次元 r であり、その頭係数に r! を掛けたものは多様体 X の次数である。X の数論的種数は X が滑らかなとき (−1)r (P(0) − 1) である。
例えば、Pn の斉次座標環は {\displaystyle k[x_{0},\ldots ,x_{n}]} であり、そのヒルベルト多項式は {\displaystyle P(z)={\binom {z+n}{n}}} である。その数論的種数は 0 である。
斉次座標環 R が整閉整域ならば、射影多様体 X は射影的に正規と言われる。正規性とは異なり、射影正規性は R, X の射影空間への埋め込みに依る。射影多様体の正規化は射影的である。実際、それは X のある斉次座標環の整閉包の Proj である。

### 次数
{\displaystyle X\subset \mathbb {P} ^{N}} を射影多様体とする。X の次数をその埋め込みに対して定義する少なくとも2つの同値な方法がある。1つ目の方法はそれを有限集合
{\displaystyle \#(X\cap H_{1}\cap \cdots \cap H_{d})}
の濃度として定義するものである。ここで d は X の次元で、Hi たちは「一般の位置」にある超平面である。この定義は次数の直観的なアイデアに対応する。実際、X が超曲面のとき、X の次数は X を定義する斉次多項式の次数である。「一般の位置」は、例えば交叉理論によって正確にできる；交叉が proper で、既約成分の重複度がすべて 1 であることを課す。
前の節で述べられた他の定義は、X の次数は X のヒルベルト多項式の頭係数掛ける (dim X)! である。幾何学的には、この定義は、X の次数は X 上のアフィン錐の頂点の重複度であることを意味する。
{\displaystyle V_{1},\dots ,V_{r}\subset \mathbb {P} ^{N}} を proper に交わる純次元の閉部分スキームとする（それらは一般の位置にある）。mi を交叉における既約成分 Zi の重複度（すなわち交叉重複度）とすると、ベズーの定理の一般化は次の主張である：
{\displaystyle \sum _{1}^{s}m_{i}\operatorname {deg} Z_{i}=\prod _{1}^{r}\operatorname {deg} V_{i}.}
交叉重複度 mi は PN のチャウ環における交叉積 {\displaystyle V_{1}\cdot {\dots }\cdot V_{r}} における Zi の係数として定義できる。
特に、{\displaystyle H\subset \mathbb {P} ^{N}} が X を含まない超曲面のとき、
{\displaystyle \sum _{1}^{s}m_{i}\operatorname {deg} Z_{i}=\operatorname {deg} (X)\operatorname {deg} (H)}
である、ただし Zi たちは X と H の重複度（局所環の長さ）mi のスキーム論的交叉の既約成分である。

### 切断の環
X を射影多様体とし、L をその上の直線束とする。このとき次数環
{\displaystyle R(X,L)=\bigoplus _{n=0}^{\infty }H^{0}(X,L^{\otimes n})}
は L の切断の環と呼ばれる。L が豊富であれば、この環の Proj は X である。さらに、X が正規で L が非常に豊富ならば、R(X, L) は L によって決定される X の斉次座標環の整閉包である、すなわち、{\displaystyle X\hookrightarrow \mathbb {P} ^{N}} なので {\displaystyle {\mathcal {O}}_{\mathbb {P} ^{N}}(1)} は L にプルバックする。
応用のためには、直線束だけでなく因子（あるいは Q 因子）を許すことが有用である。X が正規と仮定して、得られる環は generalized ring of sections と呼ばれる。KX を X 上の標準因子とすると、generalized ring of sections
{\displaystyle R(X,K_{X})}
は X の標準環と呼ばれる。標準環が有限生成のとき、環の Proj は X の標準模型と呼ばれる。標準環あるいは模型は X の小平次元を定義するのに使われる。

### 射影曲線
1次元の射影スキームは射影曲線と呼ばれる。射影曲線の理論の多くは滑らかな射影曲線についてである、なぜならば曲線の特異点は、正則関数環の整閉包を局所的にとる正規化によって解消できるからである。滑らかな射影曲線が同型であることとそれらの関数体が同型であることは同値である。Fp(t) の有限拡大の研究、あるいは同じことであるが Fp 上の滑らかな射影曲線の研究は、代数的整数論の重要な分野である。
種数 1 の滑らかな射影曲線は楕円曲線と呼ばれる。リーマン・ロッホの定理の結果として、そのような曲線は P2 内の閉部分多様体として埋め込むことができる。一般に、任意の（滑らかな）射影曲線は P3 に埋め込むことができる。逆に、P2 内の次数 3 の任意の滑らかな閉曲線は種数公式によって種数 1 をもちしたがって楕円曲線である。
種数 2 以上の滑らかな完備曲線は、次数 2 の有限射 C → P1 が存在するとき、超楕円曲線と呼ばれる。

### 射影超曲面
Pn の余次元 1 の任意の既約閉部分集合は超曲面である、すなわち、ある斉次既約多項式の零点集合である。

### アーベル多様体
射影多様体 X の別の重要な不変量は X のピカール群 Pic(X), X 上の直線束の同型類全体の集合、である。それは {\displaystyle H^{1}(X,{\mathcal {O}}_{X}^{*})} に同型であり、したがって（埋め込みに依らない）内在的な概念である。例えば、Pn のピカール群は次数写像により Z に同型である。写像 deg: Pic(X) → Z の核は、単に抽象アーベル群であるだけでなく、X のヤコビ多様体 Jac(X) と呼ばれる多様体があり、この点たちはその群に等しい。（滑らかな）曲線のヤコビ多様体は曲線の研究において重要な役割を果たす。例えば、楕円曲線 E のヤコビ多様体は E 自身である。種数 g の曲線 X に対して、Jac(X) の次元は g である。
ヤコビ多様体のような完備かつ群構造を持つ多様体は、ニールス・アーベルに敬意を表して、アーベル多様体と呼ばれる。GLn(k) のようなアファイン代数群とは大いに異なって、そのような群は必ず可換であり、それでそのような名前がついている。さらに、アーベル多様体は豊富な直線束をもち、したがって射影的である。一方、アーベルスキームは射影的とは限らない。アーベル多様体の例には楕円曲線やヤコビ多様体、K3曲面がある。

## 射影
{\displaystyle E\subset \mathbb {P} ^{n}} を線型部分空間とする、すなわち、ある線型独立な線型汎関数 si たちに対して {\displaystyle E=\{s_{0}=s_{1}=\dots =s_{r}=0\}} である。このとき E からの射影は (well-defined な) 射
{\displaystyle \phi \colon \mathbb {P} ^{n}-E\to \mathbb {P} ^{r},\,x\mapsto [s_{0}(x):\cdots :s_{r}(x)]}
である。
- この写像の幾何学的記述は以下のようである[15]。{\displaystyle \mathbb {P} ^{r}\subset \mathbb {P} ^{n}} と見て、したがってそれは E と交わらない。すると、任意の {\displaystyle x\in \mathbb {P} ^{n}-E} に対して、
{\displaystyle \phi (x)=W_{x}\cap \mathbb {P} ^{r}}

である、ただし Wx で E と x を含む最小の線型空間（E と x の結びと呼ばれる）を表した。
- {\displaystyle \phi ^{-1}(\{y_{i}\neq 0\})=\{s_{i}\neq 0\}}, ただし {\displaystyle y_{i}} は {\displaystyle \mathbb {P} ^{r}} の斉次座標。
- E と交わらない任意の閉部分スキーム {\displaystyle Z\subset \mathbb {P} ^{n}} に対して、制限
{\displaystyle \phi \colon Z\to \mathbb {P} ^{r}}

は有限射である。
射影は、有限射の違いを除いて、射影多様体が埋め込まれている次元を減らすのに使うことができる。射影多様体 {\displaystyle X\subset \mathbb {P} ^{n}} から始めよう。n > dim X ならば、X 上にない点からの射影は φ: X → Pn − 1 を与える。さらに、φ はその像への有限射である、したがって、この手続きを繰り返して、有限射
{\displaystyle X\to \mathbb {P} ^{d},\,d=\operatorname {dim} X}
があることが分かる。この結果はネーターの正規化定理の射影類似である。（実は、それは正規化定理の幾何学的証明を与える。）
同じ手続きは以下の僅かにより正確な結果を示すのに使える：完全体上の射影多様体 X が与えられると、X から {\displaystyle \mathbb {P} ^{d+1}} 内の超曲面 H への有限双有理射が存在する。特に、X が正規ならば、それは H の正規化である。

## 直線束と因子
射影多様体には著しい性質が多いため、与えられた多様体が射影的であることを示す有効な判定法があることが望ましい。そのような判定法は非常に豊富な直線束の概念を用いて定式化できる。
X を環 A 上のスキームとする。射
{\displaystyle \phi \colon X\to \mathbf {P} _{A}^{n}=\operatorname {Proj} A[x_{0},\dots ,x_{n}]}
があるとする。このとき、この写像に沿って、セールの捩り層 {\displaystyle {\mathcal {O}}(1)} は X 上の直線束 L にプルバックし、これは大域切断 {\displaystyle \phi ^{*}(x_{i})} によって生成される。逆に、大域切断 {\displaystyle s_{0},...,s_{n}} によって生成される任意の直線束 L は、斉次座標で {\displaystyle \phi (x)=[s_{0}(x):\dots :s_{n}(x)]} によって与えられる射
{\displaystyle \phi \colon X\to \mathbf {P} _{A}^{n}}
を定義する。この写像 φ は {\displaystyle L\cong \phi ^{*}({\mathcal {O}}(1))} および {\displaystyle s_{i}=\phi ^{*}(x_{i})} を満たす。さらに、φ が closed immersion であることと、{\displaystyle X_{i}} たちがアファインで {\displaystyle \Gamma (U_{i},{\mathcal {O}}_{\mathbf {P} _{A}^{n}})\to \Gamma (X_{i},{\mathcal {O}}_{X_{i}})} が全射であることと同値である。
S 上のスキーム X 上の直線束（可逆層）{\displaystyle {\mathcal {L}}} が S に対して非常に豊富であるとは、
there is an immersion (i.e., an open immersion followed by a closed immersion) 
{\displaystyle i\colon X\to \mathbf {P} _{S}^{n}}
for some n so that {\displaystyle {\mathcal {O}}(1)} pullbacks to {\displaystyle {\mathcal {L}}}
ときにいう。このとき S-スキーム X が射影的であることと、
それが is proper and there exists a very ample sheaf on X relative to S
であることは同値である。実際、X が proper ならば、非常に豊富な直線束に対応する immersion は閉でなければならない。逆に、X が射影的ならば、X の射影空間への closed immersion による {\displaystyle {\mathcal {O}}(1)} のプルバックは非常に豊富である。「射影」ならば「固有」は、より難しい：除去理論の主定理である。

## 連接層のコホモロジー
X を体（あるいはより一般にネーター環 A）上の射影スキームとする。X 上の連接層 {\displaystyle {\mathcal {F}}} のコホモロジー はセールによる以下の重要な定理を満たす。
1. {\displaystyle H^{p}(X,{\mathcal {F}})} は任意の p に対して有限次元 k ベクトル空間である。
2. 次のような整数 n0（{\displaystyle {\mathcal {F}}} に依存する；Castelnuovo–Mumford 正則性（英語版）も参照）が存在する：

{\displaystyle H^{p}(X,{\mathcal {F}}(n))=0}
for all {\displaystyle n\geq n_{0}} and p > 0, where {\displaystyle {\mathcal {F}}(n)={\mathcal {F}}\otimes {\mathcal {O}}(n)} is the twisting with a power of a very ample line bundle {\displaystyle {\mathcal {O}}(1)}
これらの結果は、同型
{\displaystyle H^{p}(X,{\mathcal {F}})=H^{p}(\mathbf {P} ^{r},{\mathcal {F}}),p\geq 0}
を用いて {\displaystyle X=\mathbf {P} ^{n}} の場合に帰着することで示される。ここで右辺の {\displaystyle {\mathcal {F}}} は零拡張によって射影空間上の層と見る。すると結果は任意の整数 n に対する {\displaystyle {\mathcal {F}}={\mathcal {O}}_{\mathbf {P} ^{r}}(n)} に対する直接計算から従い、任意の {\displaystyle {\mathcal {F}}} に対しては大して難しくなくこの場合に帰着される。
上の 1 の系として、f がネータースキームからネーター環への射影射ならば、高次順像 {\displaystyle R^{p}f_{*}{\mathcal {F}}} は coherent である。同じ結果は固有射 f に対しても成り立ち、チャウの補題の助けを借りて示すことができる。
ネーター位相空間上の層コホモロジー群 Hi は空間の次元よりも真に大きい i に対して消える。したがって、{\displaystyle {\mathcal {F}}} のオイラー標数と呼ばれる量
{\displaystyle \chi ({\mathcal {F}})=\sum _{i=0}^{\infty }(-1)^{i}\operatorname {dim} H^{i}(X,{\mathcal {F}})}
は（射影的な X に対して）well-defined な整数である。すると、{\displaystyle \chi ({\mathcal {F}}(n))=P(n)} がある有理数体上の多項式 P に対して成り立つことを示すことができる。この手続きを構造層 {\displaystyle {\mathcal {O}}_{X}} に適用して、X のヒルベルト多項式が復元される。特に、X が既約で次元が r ならば、X の数論的種数は
{\displaystyle (-1)^{r}(\chi ({\mathcal {O}}_{X})-1)}
で与えられ、これは明らかに内在的、すなわち埋め込みに依らない。
次数 d の超曲面の数論的種数は {\displaystyle \mathbf {P} ^{n}} において {\displaystyle {\binom {d-1}{n}}} である。特に、P2 内の次数 d の滑らかな曲線の数論的種数は (d − 1)(d − 2)/2 である。これが種数公式である。

## 滑らかな射影多様体
X を滑らかな射影多様体ですべての既約成分が n 次元であるものとする。この状況において、標準層 ωX は、top degree のケーラー微分（すなわち代数的 n 形式）の層として定義され、直線束である。

### セール双対性
セール双対性は、X 上の任意の局所自由層 {\displaystyle {\mathcal {F}}} に対して
{\displaystyle H^{i}(X,{\mathcal {F}})\simeq H^{n-i}(X,{\mathcal {F}}^{\vee }\otimes \omega _{X})'}
というものである、ただしプライムは双対空間を意味し、{\displaystyle {\mathcal {F}}^{\vee }} は
{\displaystyle {\mathcal {F}}} の双対層である。滑らかとは限らない射影スキームへの一般化はヴェルディエ双対性として知られている。

### リーマン・ロッホの定理
（滑らかな射影）曲線 X に対し、H2 および高次は次元の理由のため消え、構造層の大域切断の空間は 1 次元である。したがって X の数論的種数は {\displaystyle H^{1}(X,{\mathcal {O}}_{X})} の次元である。定義により、X の幾何学的種数は H0(X, ωX) の次元である。セール双対性はしたがって数論的種数と幾何学的種数が一致することを意味する。それらは単に X の種数と呼ばれる。
セール双対性はリーマン・ロッホの定理の証明の重要な要素でもある。X は滑らかだから、（ヴェイユ）因子を主因子で割った群から直線束の同型類の群への群同型
{\displaystyle \operatorname {Cl} (X)\to \operatorname {Pic} (X),D\mapsto {\mathcal {O}}(D)}
が存在する。ωX に対応する因子は標準因子と呼ばれ、K と書かれる。l(D) を {\displaystyle H^{0}(X,{\mathcal {O}}(D))} の次元とする。するとリーマン・ロッホの定理の主張は以下のようである。g が X の種数のとき、
{\displaystyle l(D)-l(K-D)=\operatorname {deg} D+1-g}
が X 上の任意の因子 D に対して成り立つ。セール双対性により、これは
{\displaystyle \chi ({\mathcal {O}}(D))=\operatorname {deg} D+1-g}
と言っても同じであり、直ちに証明できる。リーマン・ロッホの定理の高次元への一般化はヒルツェブルフ・リーマン・ロッホの定理や遠大なグロタンディーク・リーマン・ロッホの定理である。

## ヒルベルトスキーム
ヒルベルトスキームは、H の（関手的な意味での）点が射影スキーム X の閉部分スキームに対応するという意味で、X のすべての閉部分多様体をパラメトライズする。そのようなものとして、ヒルベルトスキームはモジュライ空間、すなわち点が他の幾何学的対象をパラメトライズする幾何学的対象の例である。より正確には、ヒルベルトスキームはヒルベルト多項式が所定の多項式 P に等しい閉部分多様体をパラメトライズする。グロタンディークによる深い定理によって、k 上のスキーム {\displaystyle H_{X}^{P}} であって、任意の k-スキーム T に対して全単射
{ 射 T → H P
X  } ↔ { T 上平坦な X ×k T の閉部分スキームで、Hilbert 多項式が P であるもの }
があるようなものが存在する。恒等写像 {\displaystyle H_{X}^{P}\to H_{X}^{P}} に対応する {\displaystyle X\times H_{X}^{P}} の閉部分スキームは universal family と呼ばれる。
{\displaystyle P(z)={\binom {z+r}{r}}} に対して、ヒルベルトスキーム {\displaystyle H_{\mathbf {P} ^{n}}^{P}} は
is called the Grassmannian of r-planes in {\displaystyle \mathbf {P} ^{n}} and,
if X is a projective scheme, {\displaystyle H_{X}^{P}} is called the Fano scheme of r-planes on X.

## 複素射影多様体
この節では、すべての代数多様体は複素代数多様体である。複素射影多様体の理論の重要な特徴は、代数的な手法と解析的な手法の交錯である。これらの理論の間の移行は次のつながりによってもたらされる：任意の複素多項式は正則関数でもあるから、任意の複素代数多様体 X は複素解析空間 {\displaystyle X(\mathbf {C} )} を生み出す。さらに、X の幾何学的な性質は {\displaystyle X(\mathbf {C} )} のそれによって反映される。例えば、後者が複素多様体であることと X が滑らかであることは同値であり、コンパクトであることと X が C 上プロパーであることは同値である。

### 複素ケーラー多様体との関係
複素射影空間はケーラー多様体である。したがって、任意の射影代数多様体 X に対し、X(C) はコンパクトケーラー多様体である。逆は一般には正しくないが、小平の埋め込み定理はケーラー多様体が射影的であるための判定法を与える。
低次元では以下の結果がある。
- (Riemann) コンパクトリーマン面（英語版）（すなわち1次元のコンパクト複素多様体）は射影多様体である。トレリの定理（英語版）により、それはそのヤコビ多様体によって一意的に決定される。
- (Chow-Kodaira) 2つの代数独立な有理型関数を持つ2次元のコンパクト複素多様体は射影多様体である[25]。

### GAGA とチャウの定理
チャウの定理もう一方へ行く顕著な方法を提供する。それは複素射影空間の任意の解析的部分多様体は代数的であると述べている。定理は次のように解釈できる：ある増大条件を満たす正則関数は代数的でなければならない：「射影的」がこの増大条件を与える。定理から以下を結論できる：
- 複素射影空間上の有理型関数は有理関数である。
- 代数多様体の間の代数的写像が解析的同型ならば、（代数的）同型である（この部分は複素解析で基本的な事実である）。特に、チャウの定理は射影多様体の間の正則 (holomorphic) 写像が代数的であることを意味している（そのような写像のグラフを考えよ）。
- 射影多様体上の任意の正則ベクトル束は一意的な代数的ベクトル束から誘導される[26]。
- 射影多様体上の任意の正則直線束は因子の直線束である[27]。

チャウの定理はセールの GAGA 原理を用いて示すことができる。その主定理は以下である：
X を C 上の射影スキームとする。このとき、X 上の連接層を対応する複素解析空間 Xan 上の連接層に割り当てる関手は圏同値である。さらに、自然な写像
{\displaystyle H^{i}(X,{\mathcal {F}})\to H^{i}(X^{\text{an}},{\mathcal {F}})}
はすべての i と X 上のすべての連接層 {\displaystyle {\mathcal {F}}} に対して同型である。

### 複素トーラス vs. 複素アーベル多様体
C 上のアーベル多様体 A に付随する複素多様体はコンパクト複素リー群である。これらは
{\displaystyle \mathbb {C} ^{g}/L}
の形であることを示すことができ、複素トーラスとも呼ばれる。ここで g はトーラスの次元であり L は格子である（周期格子とも呼ばれる）。
上述の一意化定理により、任意の1次元トーラスは1次元アーベル多様体すなわち楕円曲線から生じる。実際、L に付随するワイエルシュトラスの楕円関数 {\displaystyle \wp } はある微分方程式を満たし、その結果それは closed immersion を定義する：
{\displaystyle \mathbb {C} /L\to \mathbf {P} ^{2},L\mapsto (0:0:1),z\mapsto (1:\wp (z):\wp '(z)).}
p 進類似、p 進一意化定理がある。
高次元に対しては、複素アーベル多様体と複素トーラスの概念は異なる：polarized 複素トーラスだけがアーベル多様体から来る。

### 小平の消滅定理
基本的な小平の消滅定理の主張は以下のようである。標数 0 の体上の滑らかな射影多様体 X 上の豊富な直線束 {\displaystyle {\mathcal {L}}} に対して、
{\displaystyle H^{i}(X,{\mathcal {L}}\otimes \omega _{X})=0}
が i > 0 に対して成り立つ、あるいはセール双対性によって同じことだが、
{\displaystyle H^{i}(X,{\mathcal {L}}^{-1})=0}
が i < n に対して成り立つ。この定理の最初の証明はケーラー幾何学の解析的な手法を用いたが、純代数的な証明が後に発見された。小平の消滅定理は正標数の滑らかな射影多様体に対しては一般には成り立たない。小平の定理は様々な消滅定理の1つで、高次層コホモロジーが消える判定法を与える。層のオイラー標数（上記参照）はしばしば個々のコホモロジー群よりも扱いやすいから、これはしばしば射影多様体の幾何について重要な結果を持つ。

### 関連する話題
ホッジ理論、ホッジ予想、テイト予想

## 関連概念
Closed subvarieties of weighted projective spaces are known as weighted projective varieties.

### 注
1. ↑  この斉次イデアルは I の斉次化と呼ばれることがある。
2. ↑  この定義は Eisenbud–Harris 2000, III.2.3 とは異なるが、ウィキペディアの他の記事と整合的である。
3. ↑  cf. the proof of Hartshorne 1977, Ch II, Theorem 7.1
4. ↑  これは難しくない(Hartshorne 1977, Ch III. Lemma 2.10)：{\displaystyle {\mathcal {F}}} の脆弱分解（英語版） とその射影空間全体への零拡張を考える。
5. ↑  To make the construction work, one needs to allow for a non-variety.